# Václav Nový (politik)
Václav Nový (* 18. září 1944) byl český a československý politik Komunistické strany Československa a poslanec Sněmovny národů Federálního shromáždění na konci normalizace.

## Biografie
Po volbách roku 1986 zasedl za KSČ do české části Sněmovny národů (volební obvod č. 15 - Mladá Boleslav, Středočeský kraj). Křeslo nabyl až dodatečně v červnu 1989 po doplňovacích volbách do FS, které probíhaly v několika uvolněných obvodech v dubnu 1989 a to poprvé během komunistické vlády v systému, kdy o jedno poslanecké křeslo soutěžilo v některých obvodech (včetně tohoto) vícero kandidátů. Šlo o projev mírných politických změn, které přinesla perestrojka. Profesně se uvádí jako předseda JZD Luštěnice.
Ve Federálním shromáždění setrval do konce funkčního období, tedy do svobodných voleb roku 1990. Netýkal se ho proces kooptací do Federálního shromáždění po sametové revoluci.